# Paris-Roubaix 2014
Paris-Roubaix 2014 a fost a 112-a ediție a Paris-Roubaix, o cursă clasică de ciclism de o zi din Franța. Evenimentul a avut loc pe 13 aprilie 2014 și s-a desfășurat pe o distanță de 257 de kilometri până la velodromul din Roubaix. Câștigătorul a fost Niki Terpstra din Țările de Jos de la echipa Omega Pharma–Quick-Step.

## Rezultate
| Loc | Concurent                 | Echipă                  | Timp       |
| --- | ------------------------- | ----------------------- | ---------- |
| 1   | Niki Terpstra (NED)       | Omega Pharma–Quick-Step | 6h 09' 01" |
| 2   | John Degenkolb (GER)      | Giant–Shimano           | + 20"      |
| 3   | Fabian Cancellara (SUI)   | Trek Factory Racing     | + 20"      |
| 4   | Sep Vanmarcke (BEL)       | Belkin Pro Cycling      | + 20"      |
| 5   | Zdeněk Štybar (CZE)       | Omega Pharma–Quick-Step | + 20"      |
| 6   | Peter Sagan (SVK)         | Cannondale              | + 20"      |
| 7   | Geraint Thomas (GBR)      | Team Sky                | + 20"      |
| 8   | Sebastian Langeveld (NED) | Garmin–Sharp            | + 20"      |
| 9   | Bradley Wiggins (GBR)     | Team Sky                | + 20"      |
| 10  | Tom Boonen (BEL)          | Omega Pharma–Quick-Step | + 20"      |